# 中轉房屋

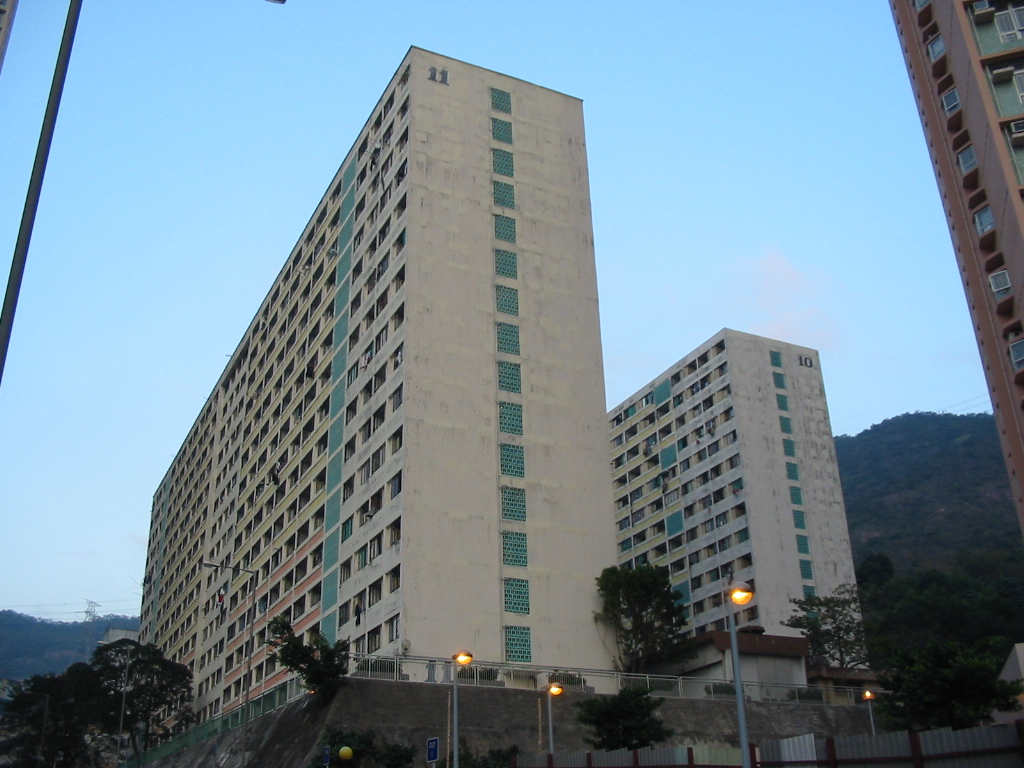
由第四型徙置大廈改建的石籬中轉房屋

中轉房屋（英語：Interim Housing）是香港一種特殊公共房屋，為未符合入住正常公共屋邨資格的寮屋清拆戶，和受清拆、天災或其他原因影響的人士提供臨時居所，於1990年代中期起逐漸取代臨時房屋區的角色。受影響人士會先安排入住臨時收容中心，以等候審核是否合乎中轉房屋的資格。這尤其適用於清拆影響居於私人住宅樓宇的情況。

## 背景
1990年代，臨時房屋區開始陸續清拆，而香港政府亦於1997年訂下了在2000年年底之前清拆所有臨時房屋區的目標。為了繼續提供臨時居所予有需要市民，房委會便需要設置中轉房屋。
由於興建的永久建築物需時，以及需要安置臨時房屋區的居民，當局首先於1996年暫時把原本拆卸重建的石籬（二）邨第10座和第11座、葵盛東邨第12座改裝為中轉房屋，即石籬中轉房屋及葵盛中轉房屋。
及後，當局於西貢和元朗找到兩塊臨時土地，於1998年興建第一批新建的組件中轉房屋，即西貢中轉房屋和朗邊中轉房屋，特點為樓層較少（樓高只有6層）及使用預製組件興建，目前已清拆。
為應付中轉房屋的需求，當局決定興建規模較大的新式多層中轉房屋，即是屯門的寶田中轉房屋（今寶田邨）及天水圍的天恩中轉房屋（今天恩邨1-4座），分別於2000年及2001年落成。與組件中轉房屋比較，多層中轉房屋樓層較多（樓高28層）及提供較多單位（每層單位36個，寶田邨第九座除外），外型亦由長形改為十字形。然而，與一般出租公屋比較，單位面積較細小，而且廁所非常狹窄，大部分出租公屋輪候者皆不會優先考慮此類型單位。

## 臨時安置政策
大多部因為僭建物清拆（早年寮屋除外，另有安置政策針對已登記寮屋戶）、天災等需要臨時安置的人士，都會先安排入住臨時收容中心，以審核是否合乎中轉房屋的資格。房屋署政策認為，臨時收容中心的居住者有責任在入住後盡快另覓居所和遷出。臨時居住人士如核實為「無家可歸」，且符合其他相關資格，可申請入住新界中轉房屋。
房屋署亦有針對已登記寮屋戶的臨時安置政策。
不論是否寮屋戶，受影響戶在申請入住中轉房屋前，都需要通過入息及資產評核。

## 使用情況
2000年中期，由於出租公屋供應比以前供應較多和穩定，所以中轉房屋需求下降，中轉屋出現過剩情況，當局無意興建新的中轉房屋。目前大部份中轉房屋都已拆卸，目前僅餘寶田中轉房屋，天恩中轉房屋一期已改為出租公屋。
- 寶田中轉房屋部份單位仍保留為中轉房屋的用途，但大部份改為出租公屋單位。
- 天恩中轉房屋一期在2002年竣工後空置，並曾經改作「沙士」醫護人士隔離宿舍，及後全邨改為出租公屋單位租予市民；而二期早在地基工程完成時，由中轉房屋更改圖則為附帶和諧式小型單位的非標準設計大廈。
- 西貢中轉房屋已於2007年拆卸。
- 葵盛中轉房屋已於2010年拆卸。
- 朗邊中轉房屋已於2017年拆卸。
- 石籬中轉房屋已于2023年1月16日永久封闭，同年11月完成拆卸。2020年11月，政府在施政報告中正式宣佈，將在2022年尾拆卸重建石籬中轉房屋第10及11座，並於2020年12月8日起两年的时间清空中轉屋，預計於2028年完成重建[4]，提供1,800伙。

## 居住環境
一直有報導指臨時收容中心和中轉房屋的居住環境並不理想。

## 外部連結
立法會房屋事務委員會：中轉房屋政策 （页面存档备份，存于），房屋局，2000年10月